# Absaufen

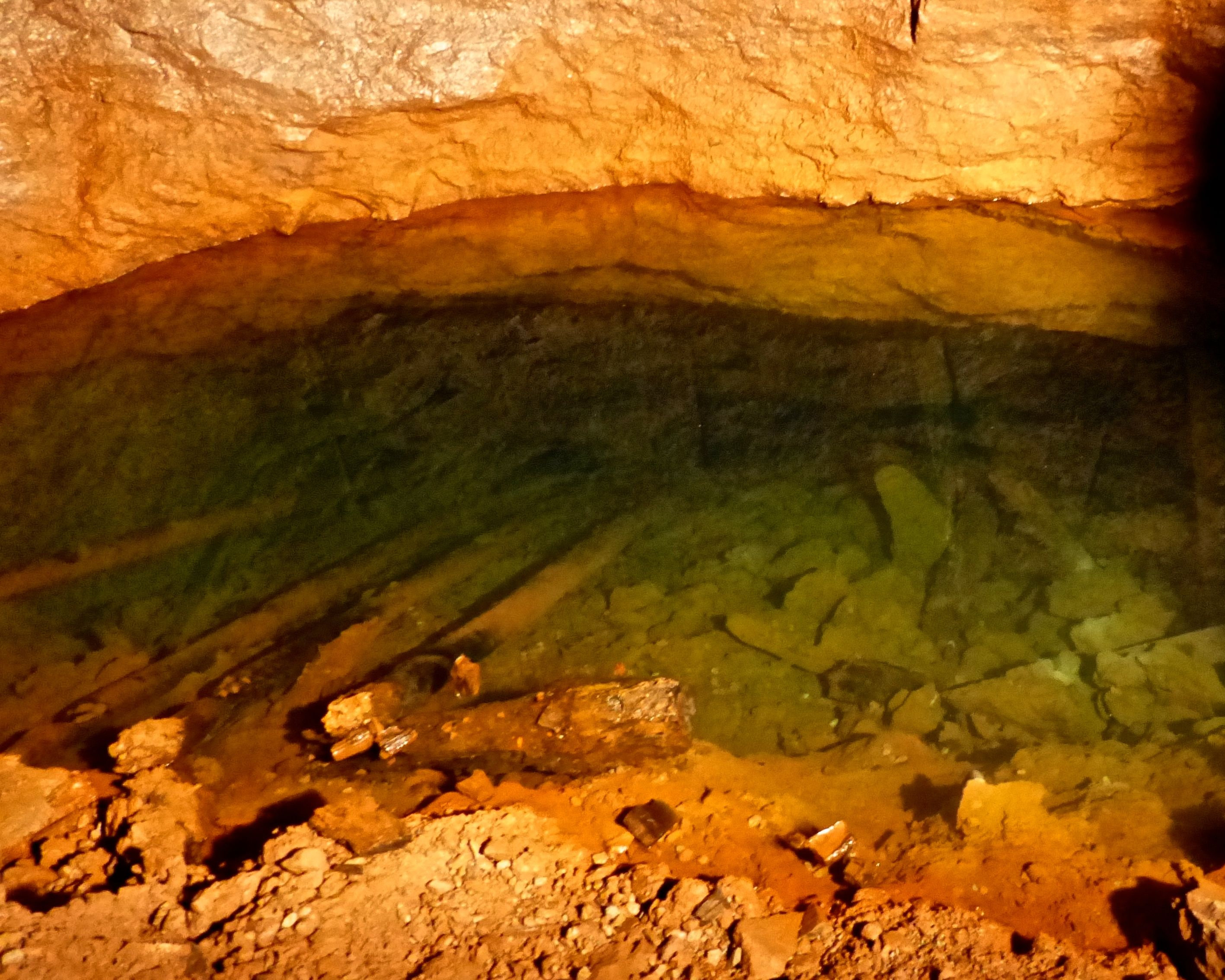
Abgesoffener Grubenbau im Philippstollen, Grube Eisenberg

Als Absaufen, auch Ersaufen oder Ertrinken, bezeichnet man im Bergbau das Anfüllen oder Volllaufen des Grubengebäudes oder einzelner Grubenbaue mit Wasser. Dabei ist es unerheblich, ob es sich bei dem Wasser um Grubenwasser oder Wasser aus übertägigen Wasserreservoirs handelt. Das Volllaufen der Grubenbaue kann sowohl beabsichtigt, als auch unbeabsichtigt erfolgen.

## Grundlagen und Geschichtliches
Bei jedem Bergwerk ist Wasser stets ein Problem für das Grubengebäude. Die Abführung des in die jeweiligen Grubenbaue eingedrungenen Wassers und die Sicherung des Grubengebäudes gegen plötzliche Wassereinbrüche ist für die Bergleute eine große Herausforderung. Bereits im Jahr 1460 erkannte man die Notwendigkeit, Gruben nicht absaufen zu lassen. So erteilte Papst Pius II. der Bergstadt Sulzbach die Erlaubnis, auch an Sonn- und Feiertagen in ihren Bergwerken die erforderlichen Arbeiten zur Wasserhaltung zu tätigen. Während man beim Stollenbau das anfallende Wasser über einen Wasserlösungsstollen abführen kann, ist dies beim Tiefbau nicht so einfach möglich. Hier muss die Wasserhaltung mit speziellen Wasserhaltungsmaschinen erfolgen. Bereits in der zweiten Hälfte des 16. Jahrhunderts wurden Wasserhebemaschinen wie die Heinzenkunst auf einzelnen Bergwerken im Mansfelder Revier für die Wasserhaltung eingesetzt. Kann das Wasser aus irgendwelchen Gründen nicht aus der Grube entfernt werden, so laufen die Grubenbaue nach und nach voll mit Wasser. Damit diese Grubenbaue wieder bergbaulich genutzt werden können, muss das Wasser dann durch Sümpfen aus dem betroffenen Teil des Grubengebäudes entfernt werden.

## Gründe und Ursachen
Die Gründe für das Absaufen des Grubengebäudes sind oftmals eine Verkettung von verschiedenen Ursachen. Eine Ursache kann ein plötzlicher Wassereinbruch mit großen Wassermengen durch untertägige Wasseransammlungen sein. Diese Wasseransammlungen können aus alten bereits vollgelaufenen Grubengebäuden benachbarter Bergwerke stammen. Aber auch in Verwerfungszonen und in Klüften und Spalten können sich große Wassermengen ansammeln und bei zu starker Annäherung eigener Grubenbaue in die betroffenen Grubenbaue unter Druck einströmen. Problematisch können auch übertägige Seen und Teiche oder Flüsse werden, die sich in der Nähe der Tagesschächte befinden. Aus diesen Gewässern kann es bei einem Versagen der Dämme zu einem Wassereinbruch in die Grubenbaue kommen. Aber auch technische Ursachen wie zu schwach dimensionierte oder defekte Wasserhaltungsmaschinen können zum Absaufen führen. Hierzu zählen auch äußere Störungen von an sich intakten Anlagen, etwa der Ausfall der Energieversorgung oder das Fehlen von Personal. Auch unsachgemäßer Abbau kann, insbesondere bei Kalibergwerken, eine Ursache für das Absaufen der Grubenbaue sein. Wenn bis in den sogenannten Kalinithut abgebaut wird, kann es dabei zu einem Laugendurchbruch kommen. Es ist aber auch möglich, die Grubenbaue gezielt voll Wasser laufen zu lassen. Dieses bezeichnet man dann als Flutung oder Ersäufen, Ansäufen, Austränken oder auch Ertränken.

## Mögliche Auswirkungen
Abhängig davon, wie schnell und in welcher Menge das Wasser in das Grubengebäude eindringt, ergeben sich unterschiedliche Auswirkungen. Wird eine untertägige Wasseransammlung freigelegt, können die vor Ort befindlichen Bergleute von den hereinströmenden Wassermassen verletzt werden. Dringen sehr rasch große Wassermassen von über Tage in das Grubengebäude, können die in der Grube befindlichen Bergleute von den Wassermassen eingeschlossen werden. Dabei können Bergleute ihr Leben verlieren. Um die abgesoffenen Grubenbaue wieder nutzbar zu machen, müssen diese gesümpft werden. Wird das in den abgesoffenen Grubenbauen vorhandene Wasser belassen, so bilden solche Wasseransammlungen eine Gefahr für tiefer liegende Grubenbaue oder für benachbarte Bergwerke. Lässt man Grubenbaue gezielt absaufen, steigt das Grubenwasser an und kann bis zum Grundwasser ansteigen. Das angesammelte Wasser kann im Laufe der Zeit Mineralien lösen und diese dann in andere Bereiche transportieren. Eventuell im Grubenbau verbliebene Schadstoffe (z. B. Schmieröle von Maschinen) können ebenfalls auf diese Weise ins Grundwasser gelangen. Durch den Anstieg des Wassers in den Grubenbauen wird das dort eventuell vorhandene Grubengas sukzessive verdrängt und kann über durchlässige Schichten im Deckgebirge bis an die Tagesoberfläche gelangen.

## Vorbeugung
Um das Risiko des Absaufens zu verringern, müssen bereits über Tage Maßnahmen getroffen werden, damit die Tagesöffnungen des Grubengebäudes hochwasserfrei sind und bleiben. Dafür müssen die Schachtöffnungen, falls erforderlich, aufgesattelt werden. Falls sich Flussläufe über den Grubenbauen befinden, sollten diese, wenn möglich, mit wasserundurchlässigen Materialien ausgekleidet werden. Eine andere Möglichkeit ist es, diese Flussläufe zu begradigen, was aber andere Probleme wie das schnellere Abfließen des Wassers mit sich bringt. Bei Seen oder Teichen kann es erforderlich werden, dass diese trockengelegt werden müssen. Damit das Hangende nicht zerrissen wird, müssen Durchbiegungen durch zu große Hohlräume vermieden werden. In Bereichen, wo es unter Tage zu unvorhersehbaren Wasserdurchbrüchen kommen kann, müssen Wasserdämme mit Dammtoren eingebaut werden. Die Tore können dann bei einem Wasserdurchbruch geschlossen werden, um so den betroffenen Grubenbau abzuschotten und die weiteren Grubenbaue vor dem Wasser zu schützen. Bereiche, in denen Standwasser bekanntermaßen vorhanden ist oder vermutet wird, müssen im Rißwerk eingetragen werden. Solche Bereiche dürfen nur unter Beachtung besonderer Vorsichtsmaßnahmen angefahren werden.